# Il romanzo di Ferrara
Il romanzo di Ferrara è la raccolta di quasi tutta l'opera narrativa dello scrittore italiano Giorgio Bassani, curata dallo stesso autore e pubblicata per la prima volta in volume unico nel 1974.

## Contenuto
Il romanzo di Ferrara consta dei seguenti libri, ognuno dei quali già pubblicato autonomamente:
- Dentro le mura (raccolta di racconti, 1956)

Pubblicata in origine col titolo Cinque storie ferraresi. Comprende i racconti Lida Mantovani, La passeggiata prima di cena, Una lapide in via Mazzini, Gli ultimi anni di Clelia Trotti e Una notte del '43.
- Gli occhiali d'oro (romanzo, 1958)
- Il giardino dei Finzi-Contini (romanzo, 1962)
- Dietro la porta (romanzo, 1964)
- L'airone (romanzo, 1968)
- L'odore del fieno (raccolta di racconti, 1972)

Comprende una serie di «prose narrative» denominate Due fiabe, Altre notizie su Bruno Lattes, Ravenna, Les neiges d'antan, Tre apologhi e Laggiù, in fondo al corridoio.

## Storia editoriale
La prima edizione con questo titolo apparve nel 1974, in volume unico. Nel 1977-78 i vari libri furono riediti singolarmente come volumi numerati dell'opera complessiva; Il romanzo di Ferrara uscì nuovamente in volume unico nel 1980 e nel 1984, dopo un'ulteriore revisione dei testi ad opera dell'autore.

## Critica
Il fatto che l'autore abbia voluto raccogliere sotto un unico titolo le varie opere narrative ambientate nella città in cui visse l'adolescenza e la giovinezza è stato considerato non una mera scelta editoriale, ma il frutto della consapevolezza che esse sono percorse da un filo conduttore comune, nel quale «Ferrara è protagonista e sfondo insieme, costante motivo topografico-ambientale e soprattutto spirituale e simbolico dell'opera, dove ricompaiono da libro a libro personaggi che diventano quasi mitici, figure rappresentative, nel bene e nel male, della vita di provincia fra il ventennio fascista e il secondo dopoguerra».

## Edizioni
- Giorgio Bassani, Il romanzo di Ferrara, collana Scrittori Italiani e Stranieri, Milano, Mondadori, 1974.
- Giorgio Bassani, Il romanzo di Ferrara, 5 voll., Milano, Mondadori, 1977-78.
- Giorgio Bassani, Il romanzo di Ferrara, Milano, Mondadori, 1980.
- Giorgio Bassani, Il romanzo di Ferrara, collana Gli Oscar, 2 voll., Milano, Mondadori, 1990, ISBN 88-04-18888-X.
- Giorgio Bassani, Il romanzo di Ferrara, collana Gli Oscar, 5 voll., Milano, Mondadori, 1992-93.
- Giorgio Bassani, Il romanzo di Ferrara, collana Oscar narrativa, 2 voll., n. 1133, Milano, Mondadori, 2001, ISBN 88-04-44787-7.
- Giorgio Bassani, Il romanzo di Ferrara, a cura di Roberto Cotroneo, in Oscar scrittori moderni, Milano, Mondadori, 2010, ISBN 978-88-04-44787-0.
- Giorgio Bassani, Il romanzo di Ferrara, collana Le comete, postfazione Cristiano Spila, Milano, Mondadori, 2012, ISBN 9788807530234.